# Liste der Baudenkmale in Seesen
In der Liste der Baudenkmale in Seesen  sind alle Baudenkmale der niedersächsischen Stadt Seesen aufgelistet. Die Quelle der Baudenkmale ist der Denkmalatlas Niedersachsen. Der Stand der Liste ist der 21. Juni 2022.

## Allgemein
In den Spalten befinden sich folgende Informationen:
- Lage: die Adresse des Baudenkmales und die geographischen Koordinaten. Kartenansicht, um Koordinaten zu setzen. In der Kartenansicht sind Baudenkmale ohne Koordinaten mit einem roten Marker dargestellt und können in der Karte gesetzt werden. Baudenkmale ohne Bild sind mit einem blauen Marker gekennzeichnet, Baudenkmale mit Bild mit einem grünen Marker.
- Bezeichnung: Bezeichnung des Baudenkmales
- Beschreibung: die Beschreibung des Baudenkmales. Unter § 3 Abs. 2 NDSchG werden Einzeldenkmale und unter § 3 Abs. 3 NDSchG Gruppen baulicher Anlagen und deren Bestandteile ausgewiesen.
- ID: die Objekt-ID des Baudenkmales
- Bild: ein Bild des Baudenkmales, ggf. zusätzlich mit einem Link zu weiteren Fotos des Baudenkmals im Medienarchiv Wikimedia Commons. Wenn man auf das Kamerasymbol klickt, können Fotos zu Baudenkmalen aus dieser Liste hochgeladen werden:

## Seesen

### Gruppe: Ehemaliges Schloß Seesen
| Lage                                         | Bezeichnung              | Beschreibung                        | ID       | Bild           |
| -------------------------------------------- | ------------------------ | ----------------------------------- | -------- | -------------- |
| Wilhelmsplatz 4 51° 53′ 32″ N, 10° 10′ 20″ O | Ehemaliges Schloß Seesen | Seit 1964 Städtisches Museum Seesen | 37682361 | Weitere Bilder |

Baudenkmale (Einzeln):

| Lage                                         | Bezeichnung           | Beschreibung          | ID       | Bild |
| -------------------------------------------- | --------------------- | --------------------- | -------- | ---- |
| Wilhelmsplatz 4 51° 53′ 33″ N, 10° 10′ 19″ O | Schloss               | Forstamt/Heimatmuseum | 37746194 |      |
| Wilhelmsplatz 4 51° 53′ 32″ N, 10° 10′ 19″ O | ehemaliger Lustgarten | Park                  | 37746266 |      |
| Wilhelmsplatz 4 51° 53′ 34″ N, 10° 10′ 21″ O | Kriegerdenkmal        |                       | 37746244 |      |
| Wilhelmsplatz 4 51° 53′ 32″ N, 10° 10′ 23″ O | Ehrentempel           | Gedenkstätte          | 37746219 |      |

### Gruppe: Ehemalige Burg Seesen
| Lage                         | Bezeichnung           | Beschreibung | ID       | Bild |
| ---------------------------- | --------------------- | ------------ | -------- | ---- |
| 51° 53′ 28″ N, 10° 10′ 19″ O | Ehemalige Burg Sehusa |              | 37682379 |      |

Baudenkmale (Einzeln):

| Lage                                         | Bezeichnung     | Beschreibung                                     | ID       | Bild           |
| -------------------------------------------- | --------------- | ------------------------------------------------ | -------- | -------------- |
| Wilhelmsplatz 1 51° 53′ 29″ N, 10° 10′ 18″ O | Amtshaus        | Forstamt Stauffenberg                            | 37746169 | BW             |
| Wilhelmsplatz 2 51° 53′ 27″ N, 10° 10′ 18″ O | Park            |                                                  | 37746147 |                |
| Wilhelmsplatz 1 51° 53′ 27″ N, 10° 10′ 20″ O | Gerichtsgebäude | Sitz des Amtsgerichts Seesen, früher Burg Sehusa | 37746100 | Weitere Bilder |
| Wilhelmsplatz 1 51° 53′ 28″ N, 10° 10′ 23″ O | Kriegerdenkmal  |                                                  | 37746125 | BW             |

### Gruppe: Vor der Kirche 4–18
| Lage                                             | Bezeichnung         | Beschreibung | ID       | Bild |
| ------------------------------------------------ | ------------------- | ------------ | -------- | ---- |
| Vor der Kirche 4–18 51° 53′ 32″ N, 10° 10′ 27″ O | Vor der Kirche 4–18 |              | 37682431 |      |

Baudenkmale (Einzeln):

| Lage                                           | Bezeichnung | Beschreibung                  | ID       | Bild |
| ---------------------------------------------- | ----------- | ----------------------------- | -------- | ---- |
| Vor der Kirche 2 51° 53′ 31″ N, 10° 10′ 25″ O  | Wohnhaus    |                               | 37745886 | BW   |
| Vor der Kirche 4 51° 53′ 31″ N, 10° 10′ 25″ O  | Wohnhaus    |                               | 37745910 | BW   |
| Vor der Kirche 8 51° 53′ 32″ N, 10° 10′ 27″ O  | Wohnhaus    | ehemaliges Brauhaus           | 37745957 | BW   |
| Vor der Kirche 10 51° 53′ 32″ N, 10° 10′ 27″ O | Wohnhaus    |                               | 37745982 | BW   |
| Vor der Kirche 12 51° 53′ 32″ N, 10° 10′ 28″ O | Wohnhaus    |                               | 37746006 | BW   |
| Vor der Kirche 14 51° 53′ 32″ N, 10° 10′ 28″ O | Wohnhaus    |                               | 37746030 | BW   |
| Vor der Kirche 16 51° 53′ 32″ N, 10° 10′ 29″ O | Wohnhaus    |                               | 37746052 | BW   |
| Vor der Kirche 18 51° 53′ 32″ N, 10° 10′ 29″ O | Wohnhaus    | Wohnhaus mit Wirtschaftstrakt | 37746076 | BW   |

### Gruppe: Friedhof Seesen
Baudenkmal (Gruppe):

| Lage                                          | Bezeichnung     | Beschreibung | ID       | Bild |
| --------------------------------------------- | --------------- | ------------ | -------- | ---- |
| Bornhäuser Straße 51° 53′ 26″ N, 10° 9′ 45″ O | Friedhof Seesen |              | 37682617 | BW   |

Baudenkmale (Einzeln):

| Lage                                          | Bezeichnung | Beschreibung | ID       | Bild |
| --------------------------------------------- | ----------- | ------------ | -------- | ---- |
| Bornhäuser Straße 51° 53′ 27″ N, 10° 9′ 48″ O | Friedhof    |              | 37744317 | BW   |

### Gruppe: Hofanlage St. Annenstraße
Baudenkmal (Gruppe):

| Lage                                            | Bezeichnung               | Beschreibung | ID       | Bild |
| ----------------------------------------------- | ------------------------- | ------------ | -------- | ---- |
| St.-Annen-Straße 14 51° 53′ 24″ N, 10° 9′ 51″ O | Hofanlage St. Annenstraße |              | 37682601 | BW   |

Baudenkmale (Einzeln):

| Lage                                            | Bezeichnung  | Beschreibung | ID       | Bild |
| ----------------------------------------------- | ------------ | ------------ | -------- | ---- |
| St.-Annen-Straße 14 51° 53′ 24″ N, 10° 9′ 50″ O | Wohnhaus     |              | 37745840 | BW   |
| St.-Annen-Straße 14 51° 53′ 25″ N, 10° 9′ 51″ O | Nebengebäude |              | 37745864 | BW   |

### Gruppe: Lange Straße 1–17
Baudenkmal (Gruppe):

| Lage                                           | Bezeichnung       | Beschreibung | ID       | Bild |
| ---------------------------------------------- | ----------------- | ------------ | -------- | ---- |
| Lange Straße 1–17 51° 53′ 24″ N, 10° 10′ 23″ O | Lange Straße 1–17 |              | 37682550 | BW   |

Baudenkmale (Einzeln):

| Lage                                         | Bezeichnung | Beschreibung            | ID       | Bild |
| -------------------------------------------- | ----------- | ----------------------- | -------- | ---- |
| Lange Straße 1 51° 53′ 25″ N, 10° 10′ 26″ O  | Wohnhaus    | Eckhaus zur Marktstraße | 37744933 | BW   |
| Lange Straße 3 51° 53′ 25″ N, 10° 10′ 26″ O  | Wohnhaus    |                         | 37744958 | BW   |
| Lange Straße 5 51° 53′ 25″ N, 10° 10′ 25″ O  | Wohnhaus    |                         | 37744980 | BW   |
| Lange Straße 7 51° 53′ 24″ N, 10° 10′ 25″ O  | Wohnhaus    |                         | 37745004 | BW   |
| Lange Straße 9 51° 53′ 24″ N, 10° 10′ 24″ O  | Wohnhaus    |                         | 37745028 | BW   |
| Lange Straße 11 51° 53′ 24″ N, 10° 10′ 24″ O | Wohnhaus    |                         | 37745053 | BW   |
| Lange Straße 13 51° 53′ 24″ N, 10° 10′ 23″ O | Wohnhaus    |                         | 37745075 | BW   |
| Lange Straße 15 51° 53′ 23″ N, 10° 10′ 22″ O | Wohnhaus    |                         | 37745099 | BW   |
| Lange Straße 17 51° 53′ 23″ N, 10° 10′ 22″ O | Wohnhaus    |                         | 37745123 | BW   |

### Gruppe: Lange Straße 27, 29
Baudenkmal (Gruppe):

| Lage                                             | Bezeichnung         | Beschreibung | ID       | Bild |
| ------------------------------------------------ | ------------------- | ------------ | -------- | ---- |
| Lange Straße 27, 29 51° 53′ 22″ N, 10° 10′ 17″ O | Lange Straße 27, 29 |              | 37683080 | BW   |

Baudenkmale (Einzeln):

| Lage                                         | Bezeichnung | Beschreibung | ID       | Bild |
| -------------------------------------------- | ----------- | ------------ | -------- | ---- |
| Lange Straße 27 51° 53′ 23″ N, 10° 10′ 17″ O | Wohnhaus    |              | 37745147 | BW   |
| Lange Straße 29 51° 53′ 23″ N, 10° 10′ 16″ O | Wohnhaus    |              | 37745195 | BW   |

### Gruppe: Lange Straße 41, 43, 45, 47, 49
Baudenkmal (Gruppe):

| Lage                                                         | Bezeichnung                     | Beschreibung | ID       | Bild |
| ------------------------------------------------------------ | ------------------------------- | ------------ | -------- | ---- |
| Lange Straße 41, 43, 45, 47, 49 51° 53′ 22″ N, 10° 10′ 12″ O | Lange Straße 41, 43, 45, 47, 49 |              | 37683112 | BW   |

Baudenkmale (Einzeln):

| Lage                                         | Bezeichnung | Beschreibung | ID       | Bild |
| -------------------------------------------- | ----------- | ------------ | -------- | ---- |
| Lange Straße 41 51° 53′ 22″ N, 10° 10′ 12″ O | Wohnhaus    |              | 37745243 | BW   |
| Lange Straße 43 51° 53′ 22″ N, 10° 10′ 12″ O | Wohnhaus    |              | 37745267 | BW   |
| Lange Straße 45 51° 53′ 22″ N, 10° 10′ 11″ O | Wohnhaus    |              | 37745291 | BW   |
| Lange Straße 47 51° 53′ 22″ N, 10° 10′ 11″ O | Wohnhaus    |              | 37745315 | BW   |
| Lange Straße 49 51° 53′ 22″ N, 10° 10′ 10″ O | Gaststätte  |              | 37745339 | BW   |

### Gruppe: Lange Straße 28, 30
Baudenkmal (Gruppe):

| Lage                                             | Bezeichnung         | Beschreibung | ID | Bild |
| ------------------------------------------------ | ------------------- | ------------ | -- | ---- |
| Lange Straße 28, 30 51° 53′ 24″ N, 10° 10′ 16″ O | Lange Straße 28, 30 |              |    | BW   |

Baudenkmale (Einzeln):

| Lage                                         | Bezeichnung | Beschreibung | ID       | Bild |
| -------------------------------------------- | ----------- | ------------ | -------- | ---- |
| Lange Straße 28 51° 53′ 23″ N, 10° 10′ 17″ O | Wohnhaus    |              | 37745171 | BW   |
| Lange Straße 30 51° 53′ 23″ N, 10° 10′ 16″ O | Wohnhaus    |              | 37745219 | BW   |

### Gruppe: Petersilienstraße 4, 6
Baudenkmal (Gruppe):

| Lage                                                | Bezeichnung            | Beschreibung | ID       | Bild |
| --------------------------------------------------- | ---------------------- | ------------ | -------- | ---- |
| Petersilienstraße 4, 6 51° 53′ 21″ N, 10° 10′ 13″ O | Petersilienstraße 4, 6 |              | 37682534 | BW   |

Baudenkmale (Einzeln):

| Lage                                             | Bezeichnung | Beschreibung | ID       | Bild |
| ------------------------------------------------ | ----------- | ------------ | -------- | ---- |
| Petersilienstraße 4 51° 53′ 21″ N, 10° 10′ 14″ O | Wohnhaus    |              | 37745652 | BW   |
| Petersilienstraße 6 51° 53′ 21″ N, 10° 10′ 14″ O | Wohnhaus    |              | 37745674 | BW   |

### Gruppe: Schulplatz
Baudenkmal (Gruppe):

| Lage                                    | Bezeichnung | Beschreibung | ID       | Bild |
| --------------------------------------- | ----------- | ------------ | -------- | ---- |
| Schulplatz 51° 53′ 19″ N, 10° 10′ 14″ O | Schulplatz  |              | 37682448 | BW   |

Baudenkmale (Einzeln):

| Lage                                       | Bezeichnung | Beschreibung       | ID       | Bild |
| ------------------------------------------ | ----------- | ------------------ | -------- | ---- |
| Schulplatz 51° 53′ 19″ N, 10° 10′ 13″ O    | Turm        | Vituskirche        | 37743630 |      |
| Schulplatz 3 51° 53′ 18″ N, 10° 10′ 16″ O  | Wohnhaus    |                    | 37743704 | BW   |
| Schulplatz 2 51° 53′ 19″ N, 10° 10′ 16″ O  | Wohnhaus    | Alte Schreibschule | 37743679 | BW   |
| Schulplatz 1 51° 53′ 19″ N, 10° 10′ 16″ O  | Wohnhaus    |                    | 37743655 | BW   |
| Operstraße 13 51° 53′ 20″ N, 10° 10′ 16″ O | Wohnhaus    |                    | 37745628 | BW   |

### Gruppe: Opferstraße 4, 6
Baudenkmal (Gruppe):

| Lage                                          | Bezeichnung      | Beschreibung | ID       | Bild |
| --------------------------------------------- | ---------------- | ------------ | -------- | ---- |
| Opferstraße 4, 6 51° 53′ 22″ N, 10° 10′ 17″ O | Opferstraße 4, 6 |              | 37682518 | BW   |

Baudenkmale (Einzeln):

| Lage                                       | Bezeichnung | Beschreibung | ID       | Bild |
| ------------------------------------------ | ----------- | ------------ | -------- | ---- |
| Opferstraße 4 51° 53′ 22″ N, 10° 10′ 18″ O | Wohnhaus    |              | 37745580 | BW   |
| Opferstraße 6 51° 53′ 21″ N, 10° 10′ 17″ O | Wohnhaus    |              | 37745604 | BW   |

### Gruppe: Bahnhof Seesen
Baudenkmal (Gruppe):

| Lage                         | Bezeichnung    | Beschreibung | ID       | Bild           |
| ---------------------------- | -------------- | ------------ | -------- | -------------- |
| 51° 53′ 14″ N, 10° 10′ 25″ O | Bahnhof Seesen |              | 37682501 | Weitere Bilder |

Baudenkmale (Einzeln):

| Lage                                       | Bezeichnung           | Beschreibung | ID       | Bild           |
| ------------------------------------------ | --------------------- | ------------ | -------- | -------------- |
| Bahnhofsplatz 51° 53′ 15″ N, 10° 10′ 26″ O | Empfangsgebäude       |              | 37743777 |                |
| Bahnhofsplatz 51° 53′ 15″ N, 10° 10′ 28″ O | Wohn-/Betriebsgebäude |              | 37743806 | BW             |
| Bahnhofsplatz 51° 53′ 14″ N, 10° 10′ 28″ O | Stellwerk             |              | 37743828 | Weitere Bilder |
| Bahnhofsplatz 51° 53′ 14″ N, 10° 10′ 24″ O | Bahnsteigdächer       |              | 37743854 |                |
| Bahnhofsplatz 51° 53′ 14″ N, 10° 10′ 24″ O | Unterführung          |              | 37741395 | BW             |
| Bahnhofsplatz 51° 53′ 13″ N, 10° 10′ 23″ O | Güterschuppen         |              | 37743881 | BW             |
| Bahnhofsplatz 51° 53′ 12″ N, 10° 10′ 26″ O | Güterschuppen         |              | 37743905 | BW             |
| Bahnhofsplatz 51° 53′ 14″ N, 10° 10′ 24″ O | Abgänge               |              | 37741610 | BW             |

### Gruppe: Bahnhofstraße 2, 4, 6, 8, 10, 12
Baudenkmal (Gruppe):

| Lage                                                          | Bezeichnung                      | Beschreibung | ID       | Bild |
| ------------------------------------------------------------- | -------------------------------- | ------------ | -------- | ---- |
| Bahnhofstraße 2, 4, 6, 8, 10, 12 51° 53′ 19″ N, 10° 10′ 27″ O | Bahnhofstraße 2, 4, 6, 8, 10, 12 |              | 37682980 | BW   |

Baudenkmale (Einzeln):

| Lage                                          | Bezeichnung | Beschreibung | ID       | Bild |
| --------------------------------------------- | ----------- | ------------ | -------- | ---- |
| Bahnhofstraße 2 51° 53′ 18″ N, 10° 10′ 27″ O  | Wohnhaus    |              | 37743931 | BW   |
| Bahnhofstraße 4 51° 53′ 18″ N, 10° 10′ 27″ O  | Wohnhaus    |              | 37743953 | BW   |
| Bahnhofstraße 6 51° 53′ 18″ N, 10° 10′ 28″ O  | Wohnhaus    |              | 37743977 | BW   |
| Bahnhofstraße 8 51° 53′ 18″ N, 10° 10′ 28″ O  | Wohnhaus    |              | 37744001 | BW   |
| Bahnhofstraße 10 51° 53′ 19″ N, 10° 10′ 29″ O | Wohnhaus    |              | 37744025 | BW   |
| Bahnhofstraße 12 51° 53′ 19″ N, 10° 10′ 29″ O | Wohnhaus    |              | 37744049 | BW   |

### Gruppe: Ehem. Rathaus Seesen
Baudenkmal (Gruppe):

| Lage                         | Bezeichnung          | Beschreibung | ID       | Bild |
| ---------------------------- | -------------------- | ------------ | -------- | ---- |
| 51° 53′ 30″ N, 10° 10′ 24″ O | Ehem. Rathaus Seesen |              | 37682397 | BW   |

Baudenkmale (Einzeln):

| Lage                                        | Bezeichnung  | Beschreibung | ID       | Bild |
| ------------------------------------------- | ------------ | ------------ | -------- | ---- |
| Wilhelmplatz 5 51° 53′ 30″ N, 10° 10′ 24″ O | Gaststätte   | Ratskeller   | 37746289 | BW   |
| Wilhelmplatz 5 51° 53′ 30″ N, 10° 10′ 25″ O | Nebengebäude |              | 37746314 | BW   |

### Gruppe: Hofanlage Wilhelmsplatz 6
Baudenkmal (Gruppe):

| Lage                                         | Bezeichnung               | Beschreibung | ID       | Bild |
| -------------------------------------------- | ------------------------- | ------------ | -------- | ---- |
| Wilhelmsplatz 6 51° 53′ 30″ N, 10° 10′ 25″ O | Hofanlage Wilhelmsplatz 6 |              | 37682414 | BW   |

Baudenkmale (Einzeln):

| Lage                                         | Bezeichnung      | Beschreibung | ID       | Bild |
| -------------------------------------------- | ---------------- | ------------ | -------- | ---- |
| Wilhelmplatz 6 51° 53′ 29″ N, 10° 10′ 24″ O  | Wohnhaus         |              | 37746338 | BW   |
| Wilhelmsplatz 6 51° 53′ 29″ N, 10° 10′ 25″ O | Wirtschaftstrakt |              | 37746374 | BW   |
| Wilhelmsplatz 6 51° 53′ 30″ N, 10° 10′ 26″ O | Scheune          |              | 37746396 | BW   |

### Gruppe: Baderstraße 12, 14
Baudenkmal (Gruppe):

| Lage                                            | Bezeichnung        | Beschreibung | ID       | Bild |
| ----------------------------------------------- | ------------------ | ------------ | -------- | ---- |
| Baderstraße 12, 14 51° 53′ 29″ N, 10° 10′ 30″ O | Baderstraße 12, 14 |              | 37682585 | BW   |

Baudenkmale (Einzeln):

| Lage                                        | Bezeichnung              | Beschreibung | ID       | Bild |
| ------------------------------------------- | ------------------------ | ------------ | -------- | ---- |
| Baderstraße 12 51° 53′ 29″ N, 10° 10′ 30″ O | Wohn-/Wirtschaftsgebäude |              | 37743729 | BW   |
| Baderstraße 14 51° 53′ 29″ N, 10° 10′ 30″ O | Wohn-/Wirtschaftsgebäude |              | 37743753 | BW   |

### Gruppe: Marktstr. 1/Rosenstr. 2, 4, 6, 8
Baudenkmal (Gruppe):

| Lage                                                          | Bezeichnung                      | Beschreibung | ID       | Bild |
| ------------------------------------------------------------- | -------------------------------- | ------------ | -------- | ---- |
| Marktstr. 1/Rosenstr. 2, 4, 6, 8 51° 53′ 26″ N, 10° 10′ 30″ O | Marktstr. 1/Rosenstr. 2, 4, 6, 8 |              | 37683129 | BW   |

Baudenkmale (Einzeln):

| Lage                                       | Bezeichnung | Beschreibung | ID       | Bild |
| ------------------------------------------ | ----------- | ------------ | -------- | ---- |
| Marktstraße 1 51° 53′ 25″ N, 10° 10′ 28″ O | Rathaus     |              | 37745556 | BW   |
| Rosenstraße 4 51° 53′ 26″ N, 10° 10′ 30″ O | Wohnhaus    |              | 37745768 | BW   |
| Rosenstraße 6 51° 53′ 26″ N, 10° 10′ 31″ O | Wohnhaus    |              | 37745792 | BW   |
| Rosenstraße 8 51° 53′ 27″ N, 10° 10′ 32″ O | Wohnhaus    |              | 37745816 | BW   |

### Gruppe: Drakenpfuhl 10, 12
Baudenkmal (Gruppe):

| Lage                                            | Bezeichnung        | Beschreibung | ID       | Bild |
| ----------------------------------------------- | ------------------ | ------------ | -------- | ---- |
| Drakenpfuhl 10, 12 51° 53′ 31″ N, 10° 10′ 36″ O | Drakenpfuhl 10, 12 |              | 37683030 | BW   |

Baudenkmale (Einzeln):

| Lage                                        | Bezeichnung | Beschreibung | ID       | Bild |
| ------------------------------------------- | ----------- | ------------ | -------- | ---- |
| Drakenpfuhl 10 51° 53′ 31″ N, 10° 10′ 36″ O | Wohnhaus    |              | 37744601 | BW   |
| Drakenpfuhl 12 51° 53′ 31″ N, 10° 10′ 36″ O | Wohnhaus    |              | 37744625 | BW   |

### Gruppe: Drakenpfuhl 1, 3, 5
Baudenkmal (Gruppe):

| Lage                                             | Bezeichnung         | Beschreibung | ID | Bild |
| ------------------------------------------------ | ------------------- | ------------ | -- | ---- |
| Drakenpfuhl 1, 3, 5 51° 53′ 32″ N, 10° 10′ 35″ O | Drakenpfuhl 1, 3, 5 |              |    | BW   |

Baudenkmale (Einzeln):

| Lage                                       | Bezeichnung | Beschreibung | ID       | Bild |
| ------------------------------------------ | ----------- | ------------ | -------- | ---- |
| Drakenpfuhl 1 51° 53′ 32″ N, 10° 10′ 34″ O | Wohnhaus    |              | 37744529 | BW   |
| Drakenpfuhl 3 51° 53′ 32″ N, 10° 10′ 35″ O | Wohnhaus    |              | 37744553 | BW   |
| Drakenpfuhl 5 51° 53′ 32″ N, 10° 10′ 36″ O | Wohnhaus    |              | 37744577 | BW   |

### Gruppe: Kleine Reihe 15, 17, 19
Baudenkmal (Gruppe):

| Lage                                                 | Bezeichnung             | Beschreibung | ID | Bild |
| ---------------------------------------------------- | ----------------------- | ------------ | -- | ---- |
| Kleine Reihe 15, 17, 19 51° 53′ 29″ N, 10° 10′ 38″ O | Kleine Reihe 15, 17, 19 |              |    | BW   |

Baudenkmale (Einzeln):

| Lage                                         | Bezeichnung | Beschreibung | ID       | Bild |
| -------------------------------------------- | ----------- | ------------ | -------- | ---- |
| Kleine Reihe 15 51° 53′ 29″ N, 10° 10′ 38″ O | Wohnhaus    |              | 37744792 | BW   |
| Kleine Reihe 17 51° 53′ 30″ N, 10° 10′ 38″ O | Wohnhaus    |              | 37744837 | BW   |
| Kleine Reihe 19 51° 53′ 30″ N, 10° 10′ 39″ O | Wohnhaus    |              | 37744885 | BW   |

### Gruppe: Kleine Reihe 16, 18, 20
Baudenkmal (Gruppe):

| Lage                                                 | Bezeichnung             | Beschreibung | ID       | Bild |
| ---------------------------------------------------- | ----------------------- | ------------ | -------- | ---- |
| Kleine Reihe 16, 18, 20 51° 53′ 29″ N, 10° 10′ 38″ O | Kleine Reihe 16, 18, 20 |              | 37683063 | BW   |

Baudenkmale (Einzeln):

| Lage                                         | Bezeichnung | Beschreibung | ID       | Bild |
| -------------------------------------------- | ----------- | ------------ | -------- | ---- |
| Kleine Reihe 16 51° 53′ 29″ N, 10° 10′ 38″ O | Wohnhaus    |              | 37744816 | BW   |
| Kleine Reihe 18 51° 53′ 29″ N, 10° 10′ 39″ O | Wohnhaus    |              | 37744861 | BW   |
| Kleine Reihe 20 51° 53′ 29″ N, 10° 10′ 39″ O | Wohnhaus    |              | 37744909 | BW   |

### Gruppe: Ehem. Koch'scher Hof
Baudenkmal (Gruppe):

| Lage                         | Bezeichnung          | Beschreibung | ID       | Bild |
| ---------------------------- | -------------------- | ------------ | -------- | ---- |
| 51° 53′ 25″ N, 10° 10′ 43″ O | Ehem. Koch'scher Hof |              | 37682568 | BW   |

Baudenkmale (Einzeln):

| Lage                                           | Bezeichnung  | Beschreibung | ID       | Bild |
| ---------------------------------------------- | ------------ | ------------ | -------- | ---- |
| Jacobsonstraße 34 51° 53′ 25″ N, 10° 10′ 43″ O | Wohnhaus     |              | 37744721 | BW   |
| Jacobsonstraße 34 51° 53′ 25″ N, 10° 10′ 43″ O | Nebengebäude |              | 37744769 | BW   |
| Jacobsonstraße 34 51° 53′ 25″ N, 10° 10′ 42″ O | Wohnhaus     |              | 37744744 | BW   |
| Jacobsonstraße 34 51° 53′ 26″ N, 10° 10′ 43″ O | Torbau       |              | 37744698 | BW   |

### Gruppe: Feldstraße 4, 6, 8
Baudenkmal (Gruppe):

| Lage                                            | Bezeichnung        | Beschreibung | ID       | Bild |
| ----------------------------------------------- | ------------------ | ------------ | -------- | ---- |
| Feldstraße 4, 6, 8 51° 53′ 22″ N, 10° 10′ 54″ O | Feldstraße 4, 6, 8 |              | 37682633 | BW   |

Baudenkmale (Einzeln):

| Lage                                          | Bezeichnung | Beschreibung | ID       | Bild |
| --------------------------------------------- | ----------- | ------------ | -------- | ---- |
| Feldstraße 4 51° 53′ 22″ N, 10° 10′ 53″ O     | Wohnhaus    |              | 37744649 | BW   |
| Feldstraße 6 / 8 51° 53′ 22″ N, 10° 10′ 54″ O | Wohnhaus    | Doppelhaus   | 37744673 | BW   |

### Gruppe: Villengrundstück
Baudenkmal (Gruppe):

| Lage                                        | Bezeichnung      | Beschreibung | ID       | Bild |
| ------------------------------------------- | ---------------- | ------------ | -------- | ---- |
| Kurze Straße 4 51° 53′ 19″ N, 10° 11′ 11″ O | Villengrundstück |              | 37682651 | BW   |

Baudenkmale (Einzeln):

| Lage                                        | Bezeichnung | Beschreibung | ID       | Bild |
| ------------------------------------------- | ----------- | ------------ | -------- | ---- |
| Kurze Straße 4 51° 53′ 19″ N, 10° 11′ 10″ O | Villa       |              | 37748852 | BW   |

### Gruppe: Bismarckstraße 29–45
Baudenkmal (Gruppe):

| Lage                                              | Bezeichnung          | Beschreibung | ID       | Bild |
| ------------------------------------------------- | -------------------- | ------------ | -------- | ---- |
| Bismarckstraße 29–45 51° 53′ 14″ N, 10° 10′ 38″ O | Bismarckstraße 29–45 |              | 37682466 | BW   |

Baudenkmale (Einzeln):

| Lage                                           | Bezeichnung | Beschreibung | ID       | Bild |
| ---------------------------------------------- | ----------- | ------------ | -------- | ---- |
| Bismarckstraße 29 51° 53′ 15″ N, 10° 10′ 40″ O | Wohnhaus    |              | 37744073 | BW   |
| Bismarckstraße 31 51° 53′ 15″ N, 10° 10′ 39″ O | Wohnhaus    |              | 37744095 | BW   |
| Bismarckstraße 33 51° 53′ 15″ N, 10° 10′ 38″ O | Wohnhaus    |              | 37744117 | BW   |
| Bismarckstraße 35 51° 53′ 15″ N, 10° 10′ 38″ O | Wohnhaus    |              | 37744139 | BW   |
| Bismarckstraße 37 51° 53′ 14″ N, 10° 10′ 37″ O | Wohnhaus    |              | 37744161 | BW   |
| Bismarckstraße 39 51° 53′ 14″ N, 10° 10′ 37″ O | Wohnhaus    |              | 37744183 | BW   |
| Bismarckstraße 41 51° 53′ 14″ N, 10° 10′ 36″ O | Wohnhaus    |              | 37744205 | BW   |
| Bismarckstraße 43 51° 53′ 14″ N, 10° 10′ 36″ O | Wohnhaus    |              | 37744227 | BW   |
| Bismarckstraße 45 51° 53′ 14″ N, 10° 10′ 36″ O | Wohnhaus    |              | 37744249 | BW   |
| Bismarckstraße 45 51° 53′ 13″ N, 10° 10′ 36″ O | Scheune     |              | 37744271 | BW   |

### Gruppe: Ohne Name
Baudenkmal (Gruppe):

| Lage                         | Bezeichnung | Beschreibung | ID       | Bild |
| ---------------------------- | ----------- | ------------ | -------- | ---- |
| 51° 53′ 22″ N, 10° 11′ 51″ O | Ohne Namen  |              | 41301014 | BW   |

Baudenkmale (Einzeln):

| Lage                                          | Bezeichnung         | Beschreibung | ID       | Bild |
| --------------------------------------------- | ------------------- | ------------ | -------- | ---- |
| Am Probstbusch 1 51° 53′ 21″ N, 10° 11′ 51″ O | Einfamilienwohnhaus |              | 41300957 | BW   |
| Am Probstbusch 1 51° 53′ 22″ N, 10° 11′ 51″ O | Garage              |              | 41301201 | BW   |

### Gruppe: Villa Dehnestraße
Baudenkmal (Gruppe):

| Lage                                       | Bezeichnung       | Beschreibung | ID       | Bild |
| ------------------------------------------ | ----------------- | ------------ | -------- | ---- |
| Dehnestraße 24 51° 53′ 9″ N, 10° 11′ 25″ O | Villa Dehnestraße |              | 37682689 | BW   |

Baudenkmale (Einzeln):

| Lage                                       | Bezeichnung | Beschreibung | ID       | Bild |
| ------------------------------------------ | ----------- | ------------ | -------- | ---- |
| Dehnestraße 24 51° 53′ 9″ N, 10° 11′ 26″ O | Villa       |              | 37748655 | BW   |

### Gruppe: Judenfriedhof Seesen
Baudenkmal (Gruppe):

| Lage                                     | Bezeichnung          | Beschreibung              | ID       | Bild           |
| ---------------------------------------- | -------------------- | ------------------------- | -------- | -------------- |
| Dehnestraße 51° 53′ 10″ N, 10° 11′ 21″ O | Judenfriedhof Seesen | Jüdischer Friedhof Seesen | 37682997 | Weitere Bilder |

Baudenkmale (Einzeln):

| Lage                                     | Bezeichnung | Beschreibung              | ID       | Bild           |
| ---------------------------------------- | ----------- | ------------------------- | -------- | -------------- |
| Dehnestraße 51° 53′ 10″ N, 10° 11′ 22″ O | Friedhof    | Jüdischer Friedhof Seesen | 37744364 | Weitere Bilder |

### Gruppe: Kurpark
Baudenkmal (Gruppe):

| Lage                        | Bezeichnung | Beschreibung | ID       | Bild |
| --------------------------- | ----------- | ------------ | -------- | ---- |
| 51° 53′ 4″ N, 10° 12′ 23″ O | Kurpark     |              | 37682709 | BW   |

### Gruppe: Kurhotel ehem.
Baudenkmal (Gruppe):

| Lage                                | Bezeichnung    | Beschreibung | ID       | Bild |
| ----------------------------------- | -------------- | ------------ | -------- | ---- |
| 37682671 51° 53′ 3″ N, 10° 12′ 6″ O | Kurhotel ehem. |              | 37682671 | BW   |

Baudenkmale (Einzeln):

| Lage                                              | Bezeichnung | Beschreibung                  | ID       | Bild |
| ------------------------------------------------- | ----------- | ----------------------------- | -------- | ---- |
| Lautenthaler Straße 70 51° 53′ 3″ N, 10° 12′ 5″ O | Hotel       | ehem. Kurhotel „Grüner Jäger“ | 37749103 | BW   |

### Baudenkmale (Einzeln)
| Lage                                                 | Bezeichnung              | Beschreibung                 | ID       | Bild           |
| ---------------------------------------------------- | ------------------------ | ---------------------------- | -------- | -------------- |
| Am Markt 2 51° 53′ 27″ N, 10° 10′ 23″ O              | Wohnhaus                 |                              | 37748484 | BW             |
| Vor der Kirche 51° 53′ 33″ N, 10° 10′ 25″ O          | Kirche                   | St. Andreas (Seesen)         | 37749245 | Weitere Bilder |
| Sack 1 51° 53′ 36″ N, 10° 10′ 29″ O                  | Wohnhaus                 |                              | 37749196 |                |
| Vor der Kirche 1 51° 53′ 34″ N, 10° 10′ 31″ O        | Wohnhaus                 |                              | 37749271 |                |
| Frankfurter Straße 2 51° 53′ 22″ N, 10° 10′ 3″ O     | Gaststätte               | Zum Alten Fritz              | 37748755 | BW             |
| Lange Straße 22 51° 53′ 23″ N, 10° 10′ 19″ O         | Wohn-/Wirtschaftsgebäude |                              | 37748878 | BW             |
| Lange Straße 46 51° 53′ 23″ N, 10° 10′ 11″ O         | Wohn-/Wirtschaftsgebäude |                              | 37748951 | BW             |
| Lange Straße 23 51° 53′ 23″ N, 10° 10′ 18″ O         | Wohnhaus                 |                              | 37748903 | BW             |
| Poststraße 51° 53′ 21″ N, 10° 10′ 23″ O              | Denkmal                  |                              | 37749175 | BW             |
| Petersilienstraße 1 51° 53′ 22″ N, 10° 10′ 13″ O     | Wohnhaus                 |                              | 37749152 | BW             |
| Lange Straße 26 51° 53′ 23″ N, 10° 10′ 17″ O         | Wohnhaus                 |                              | 37748927 | BW             |
| Opferstraße 10 51° 53′ 21″ N, 10° 10′ 16″ O          | Wohnhaus                 |                              | 37749128 | BW             |
| hinter Gartenstraße 33 51° 53′ 8″ N, 10° 10′ 9″ O    | Stellwerk                |                              | 37743603 | BW             |
| Baderstraße 15 51° 53′ 27″ N, 10° 10′ 31″ O          | Wohnhaus                 | Ehemalige Schreibschule      | 37748535 | BW             |
| Jacobsonplatz 1 51° 53′ 22″ N, 10° 10′ 37″ O         | Schule                   | Ehemalige Jacobsonschule     | 37748584 |                |
| Am Graben 4 51° 53′ 34″ N, 10° 10′ 37″ O             | Wohnhaus                 |                              | 37748457 | BW             |
| Drakenpfuhl 6 51° 53′ 30″ N, 10° 10′ 34″ O           | Wohnhaus                 |                              | 37748681 | BW             |
| Kleine Reihe 26 51° 53′ 29″ N, 10° 10′ 40″ O         | Wohnhaus                 |                              | 37748828 | BW             |
| Jacobsenstraße 49 51° 53′ 26″ N, 10° 10′ 42″ O       | Wohnhaus                 | Ev. luth. Probstei           | 37748802 | BW             |
| Jahnstraße 51° 53′ 30″ N, 10° 10′ 49″ O              | Schule                   | Jahnschule                   | 37749394 | BW             |
| Lautenthaler Straße 51° 53′ 28″ N, 10° 10′ 52″ O     | Brücke                   | Straßenbrücke über Bahnlinie | 37748976 | BW             |
| Feldstraße 10 51° 53′ 20″ N, 10° 10′ 57″ O           | Villa                    |                              | 37748705 | BW             |
| Steinweg 2 51° 53′ 21″ N, 10° 11′ 2″ O               | Villa                    |                              | 37749219 | BW             |
| Bismarckstraße 51 51° 53′ 12″ N, 10° 10′ 33″ O       | Wohnhaus                 |                              | 37748609 | BW             |
| Wilhelmshöher Straße 42 51° 53′ 28″ N, 10° 12′ 14″ O | Gaststätte               | Ausflugslokal Wilhelmshöhe   | 37749320 | BW             |
| Lautenthaler Straße 46 51° 53′ 15″ N, 10° 11′ 26″ O  | Villa                    |                              | 37749002 | BW             |
| Vorwerk Klingenhagen 51° 55′ 22″ N, 10° 11′ 30″ O    | Scheune                  | Vorwerk Klingenhagen         | 37749296 | BW             |

## Bilderlahe

### Gruppe: Domäne Bilderlahe
Baudenkmal (Gruppe):

| Lage                                    | Bezeichnung       | Beschreibung | ID       | Bild |
| --------------------------------------- | ----------------- | ------------ | -------- | ---- |
| Lindenallee 51° 53′ 37″ N, 10° 7′ 37″ O | Domäne Bilderlahe |              | 37683146 | BW   |

Baudenkmale (Einzeln):

| Lage                                      | Bezeichnung  | Beschreibung                     | ID       | Bild |
| ----------------------------------------- | ------------ | -------------------------------- | -------- | ---- |
| Lindenallee 3 51° 53′ 37″ N, 10° 7′ 34″ O | Amtshaus     |                                  | 37741637 | BW   |
| Lindenallee 3 51° 53′ 38″ N, 10° 7′ 33″ O | Stall        |                                  | 37746421 | BW   |
| Lindenallee 3 51° 53′ 37″ N, 10° 7′ 32″ O | Baumbestand  |                                  | 37741585 | BW   |
| Lindenallee 3 51° 53′ 38″ N, 10° 7′ 36″ O | Wohnhaus     | Domäne Bilderlahe, Pferdestall   | 37746448 | BW   |
| Lindenallee 3 51° 53′ 38″ N, 10° 7′ 37″ O | Rübenlager   |                                  | 37741446 | BW   |
| Lindenallee 3 51° 53′ 38″ N, 10° 7′ 38″ O | Stall        |                                  | 37746658 | BW   |
| Lindenallee 3 51° 53′ 38″ N, 10° 7′ 39″ O | Stall        | Domäne Bilderlahe, Schweinestall | 37746632 | BW   |
| Lindenallee 3 51° 53′ 36″ N, 10° 7′ 39″ O | Stall        | Domäne Bilderlahe, Rinderstall   | 37746606 | BW   |
| Lindenallee 3 51° 53′ 36″ N, 10° 7′ 39″ O | Toreinfahrt  |                                  | 37746685 | BW   |
| Lindenallee 3 51° 53′ 35″ N, 10° 7′ 38″ O | Stall        |                                  | 37746554 | BW   |
| Lindenallee 3 51° 53′ 35″ N, 10° 7′ 36″ O | Werkstatt    | Domäne Bilderlahe, Schmiede      | 37746580 | BW   |
| Lindenallee 3 51° 53′ 35″ N, 10° 7′ 35″ O | Stall        | Domäne Bilderlahe, Schafstall    | 37746528 | BW   |
| Lindenallee 7 51° 53′ 35″ N, 10° 7′ 35″ O | Wohnhaus     |                                  | 37746502 | BW   |
| Lindenallee 3 51° 53′ 36″ N, 10° 7′ 34″ O | Nebengebäude |                                  | 37746475 | BW   |

### Gruppe: Kirchhof Bilderlahe
Baudenkmal (Gruppe):

| Lage                                    | Bezeichnung         | Beschreibung | ID       | Bild |
| --------------------------------------- | ------------------- | ------------ | -------- | ---- |
| Lindenallee 51° 53′ 32″ N, 10° 7′ 35″ O | Kirchhof Bilderlahe |              | 37682845 | BW   |

Baudenkmale (Einzeln):

| Lage                                       | Bezeichnung | Beschreibung | ID       | Bild           |
| ------------------------------------------ | ----------- | ------------ | -------- | -------------- |
| Lindenallee 13 51° 53′ 32″ N, 10° 7′ 35″ O | Kirche      |              | 37741690 | Weitere Bilder |
| Lindenallee 13 51° 53′ 32″ N, 10° 7′ 35″ O | Kirchhof    |              | 37741715 | BW             |
| Lindenallee 13 51° 53′ 32″ N, 10° 7′ 34″ O | Einfriedung |              | 37741563 | BW             |
| Lindenallee 13 51° 53′ 32″ N, 10° 7′ 35″ O | Pfarrhaus   |              | 37741740 | BW             |
| Lindenallee 13 51° 53′ 33″ N, 10° 7′ 34″ O | Schule      |              | 37741665 | BW             |

### Gruppe: Hofanlage Neustadt 8
Baudenkmal (Gruppe):

| Lage                                   | Bezeichnung          | Beschreibung | ID       | Bild |
| -------------------------------------- | -------------------- | ------------ | -------- | ---- |
| Neustadt 8 51° 53′ 16″ N, 10° 7′ 31″ O | Hofanlage Neustadt 8 |              | 37682829 | BW   |

Baudenkmale (Einzeln):

| Lage                                   | Bezeichnung | Beschreibung | ID       | Bild |
| -------------------------------------- | ----------- | ------------ | -------- | ---- |
| Neustadt 8 51° 53′ 15″ N, 10° 7′ 31″ O | Wohnhaus    |              | 37741764 | BW   |
| Neustadt 8 51° 53′ 16″ N, 10° 7′ 31″ O | Scheune     |              | 37741788 | BW   |

### Baudenkmale (Einzeln)
| Lage                                      | Bezeichnung | Beschreibung | ID       | Bild |
| ----------------------------------------- | ----------- | ------------ | -------- | ---- |
| Wohlenstein 51° 53′ 44″ N, 10° 6′ 57″ O   | Ruine       |              | 37747176 | BW   |
| Lindenallee 2 51° 53′ 40″ N, 10° 7′ 31″ O | Wohnhaus    |              | 37747296 | BW   |
| Lindenallee 1 51° 53′ 39″ N, 10° 7′ 34″ O | Wohnhaus    |              | 37747275 | BW   |

## Bornhausen

### Gruppe: Hofanlage Seesener Straße 9
Baudenkmal (Gruppe):

| Lage                                         | Bezeichnung                 | Beschreibung | ID       | Bild |
| -------------------------------------------- | --------------------------- | ------------ | -------- | ---- |
| Seesener Straße 9 51° 55′ 2″ N, 10° 8′ 56″ O | Hofanlage Seesener Straße 9 |              | 37682239 | BW   |

Baudenkmale (Einzeln):

| Lage                                         | Bezeichnung              | Beschreibung | ID       | Bild |
| -------------------------------------------- | ------------------------ | ------------ | -------- | ---- |
| Seesener Straße 9 51° 55′ 1″ N, 10° 8′ 56″ O | Wohn-/Wirtschaftsgebäude |              | 37742333 | BW   |
| Seesener Straße 9 51° 55′ 2″ N, 10° 8′ 55″ O | Scheune                  |              | 37742357 | BW   |

### Gruppe: Hofanlage Klingenhagener Straße 1
Baudenkmal (Gruppe):

| Lage                                               | Bezeichnung                       | Beschreibung | ID       | Bild |
| -------------------------------------------------- | --------------------------------- | ------------ | -------- | ---- |
| Klingenhagener Straße 1 51° 55′ 3″ N, 10° 8′ 59″ O | Hofanlage Klingenhagener Straße 1 |              | 37682222 | BW   |

Baudenkmale (Einzeln):

| Lage                                               | Bezeichnung              | Beschreibung | ID       | Bild |
| -------------------------------------------------- | ------------------------ | ------------ | -------- | ---- |
| Klingenhagener Straße 1 51° 55′ 3″ N, 10° 8′ 58″ O | Wohn-/Wirtschaftsgebäude |              | 37742023 | BW   |
| Klingenhagener Straße 1 51° 55′ 3″ N, 10° 8′ 59″ O | Scheune                  |              | 37742051 | BW   |

### Gruppe: Kirchhof Bornhausen
Baudenkmal (Gruppe):

| Lage                      | Bezeichnung         | Beschreibung | ID       | Bild |
| ------------------------- | ------------------- | ------------ | -------- | ---- |
| 51° 55′ 4″ N, 10° 9′ 4″ O | Kirchhof Bornhausen |              | 37682276 | BW   |

Baudenkmale (Einzeln):

| Lage                                            | Bezeichnung    | Beschreibung  | ID       | Bild |
| ----------------------------------------------- | -------------- | ------------- | -------- | ---- |
| Klingenhagener Straße 51° 55′ 4″ N, 10° 9′ 5″ O | Kirche         | St. Katharina | 37742075 | BW   |
| Klingenhagener Straße 51° 55′ 5″ N, 10° 9′ 5″ O | Kirchhof       |               | 37742120 | BW   |
| Klingenhagener Straße 51° 55′ 5″ N, 10° 9′ 6″ O | Kriegerdenkmal |               | 37742098 | BW   |
| Klingenhagener Straße 51° 55′ 5″ N, 10° 9′ 5″ O | Einfriedung    |               | 37741541 | BW   |

### Gruppe: Domäne Bornhausen
Baudenkmal (Gruppe):

| Lage                                      | Bezeichnung       | Beschreibung | ID       | Bild |
| ----------------------------------------- | ----------------- | ------------ | -------- | ---- |
| Grabenstraße 11 51° 55′ 1″ N, 10° 9′ 7″ O | Domäne Bornhausen |              | 37682259 | BW   |

Baudenkmale (Einzeln):

| Lage                                       | Bezeichnung        | Beschreibung                  | ID       | Bild |
| ------------------------------------------ | ------------------ | ----------------------------- | -------- | ---- |
| Grabenstraße 11 51° 55′ 3″ N, 10° 9′ 8″ O  | Einfriedung        |                               | 37741930 | BW   |
| Grabenstraße 11 51° 55′ 2″ N, 10° 9′ 7″ O  | Wirtschaftsgebäude | Domäne Bornhausen, Nordflügel | 37741978 | BW   |
| Grabenstraße 11 51° 55′ 1″ N, 10° 9′ 6″ O  | Wirtschaftsgebäude | Domäne Bornhausen, Westflügel | 37741861 | BW   |
| Grabenstraße 11 51° 55′ 0″ N, 10° 9′ 6″ O  | Remise             |                               | 37741884 | BW   |
| Grabenstraße 11 51° 55′ 0″ N, 10° 9′ 7″ O  | Wirtschaftsgebäude | Domäne Bornhausen, Südflügel  | 37741907 | BW   |
| Grabenstraße 11 51° 55′ 1″ N, 10° 9′ 9″ O  | Wohnhaus           |                               | 37741836 | BW   |
| Grabenstraße 11 51° 54′ 59″ N, 10° 9′ 7″ O | Teichanlagen       |                               | 37741953 | BW   |

### Gruppe: Grabenstraße 8/10
Baudenkmal (Gruppe):

| Lage                                         | Bezeichnung       | Beschreibung | ID       | Bild |
| -------------------------------------------- | ----------------- | ------------ | -------- | ---- |
| Grabenstraße 8/10 51° 54′ 59″ N, 10° 9′ 3″ O | Grabenstraße 8/10 |              | 37682947 | BW   |

Baudenkmale (Einzeln):

| Lage                                     | Bezeichnung | Beschreibung | ID       | Bild |
| ---------------------------------------- | ----------- | ------------ | -------- | ---- |
| Grabenstraße 8 51° 55′ 0″ N, 10° 9′ 3″ O | Wohnhaus    |              | 37741812 | BW   |

### Gruppe: Landarbeiterhaus Kreuzberg 1
Baudenkmal (Gruppe):

| Lage                                   | Bezeichnung                  | Beschreibung | ID       | Bild |
| -------------------------------------- | ---------------------------- | ------------ | -------- | ---- |
| Kreuzberg 1 51° 54′ 56″ N, 10° 9′ 3″ O | Landarbeiterhaus Kreuzberg 1 |              | 37682964 | BW   |

Baudenkmale (Einzeln):

| Lage                                   | Bezeichnung      | Beschreibung | ID       | Bild |
| -------------------------------------- | ---------------- | ------------ | -------- | ---- |
| Kreuzberg 1 51° 54′ 55″ N, 10° 9′ 3″ O | Landarbeiterhaus |              | 37742143 | BW   |
| Kreuzberg 1 51° 54′ 56″ N, 10° 9′ 3″ O | Stall/Scheune    |              | 37742168 | BW   |

### Gruppe: Schäferhof Bornhausen
Baudenkmal (Gruppe):

| Lage                       | Bezeichnung           | Beschreibung | ID       | Bild |
| -------------------------- | --------------------- | ------------ | -------- | ---- |
| 51° 54′ 57″ N, 10° 9′ 9″ O | Schäferhof Bornhausen |              | 37682205 | BW   |

Baudenkmale (Einzeln):

| Lage                                     | Bezeichnung        | Beschreibung        | ID       | Bild |
| ---------------------------------------- | ------------------ | ------------------- | -------- | ---- |
| Schäferhof 1 51° 54′ 58″ N, 10° 9′ 8″ O  | Brücke             | Wasserlauf Schildau | 37742308 | BW   |
| Schäferhof 1 51° 54′ 57″ N, 10° 9′ 9″ O  | Stall              |                     | 37742237 | BW   |
| Schäferhof 1 51° 54′ 56″ N, 10° 9′ 10″ O | Scheune            |                     | 37742213 | BW   |
| Schäferhof 1 51° 54′ 57″ N, 10° 9′ 8″ O  | Wirtschaftsgebäude |                     | 37742262 | BW   |

### Gruppe: Mühle Im Holland
Baudenkmal (Gruppe):

| Lage                                     | Bezeichnung      | Beschreibung | ID       | Bild |
| ---------------------------------------- | ---------------- | ------------ | -------- | ---- |
| Im Holland 2 51° 54′ 55″ N, 10° 9′ 13″ O | Mühle Im Holland |              | 37682186 | BW   |

Baudenkmale (Einzeln):

| Lage                                     | Bezeichnung  | Beschreibung | ID       | Bild |
| ---------------------------------------- | ------------ | ------------ | -------- | ---- |
| Im Holland 2 51° 54′ 55″ N, 10° 9′ 12″ O | Mühle        |              | 37747321 | BW   |
| Im Holland 2 51° 54′ 54″ N, 10° 9′ 13″ O | Mühlengraben |              | 37747107 | BW   |
| Im Holland 2 51° 54′ 56″ N, 10° 9′ 12″ O | Stauwehr     |              | 37747019 | BW   |

### Baudenkmale (Einzeln)
| Lage                                               | Bezeichnung | Beschreibung | ID       | Bild |
| -------------------------------------------------- | ----------- | ------------ | -------- | ---- |
| Klingenhagener Straße 17 51° 55′ 6″ N, 10° 9′ 8″ O | Pfarramt    |              | 37747373 | BW   |
| Klingenhagener Straße 4 51° 55′ 4″ N, 10° 9′ 7″ O  | Wohnhaus    |              | 37747348 | BW   |
| Grabenstraße 12 51° 54′ 59″ N, 10° 9′ 4″ O         | Wohnhaus    |              | 37741999 | BW   |

## Engelade

### Baudenkmal (Einzeln)
| Lage                                           | Bezeichnung              | Beschreibung               | ID       | Bild           |
| ---------------------------------------------- | ------------------------ | -------------------------- | -------- | -------------- |
| Ildehäuser Straße 51° 52′ 38″ N, 10° 8′ 0″ O   | Kirche                   |                            | 37747553 | Weitere Bilder |
| Berliner Straße 2 51° 52′ 35″ N, 10° 8′ 1″ O   | Wohn-/Wirtschaftsgebäude |                            | 37747477 | BW             |
| Herrhäuser Straße 1 51° 52′ 36″ N, 10° 8′ 7″ O | Wohnhaus                 |                            | 37742381 | BW             |
| Herrhäuser Straße 1 51° 52′ 37″ N, 10° 8′ 7″ O | Scheune                  |                            | 37742405 | BW             |
| Berliner Straße 14 51° 52′ 39″ N, 10° 8′ 16″ O | Wohnhaus                 | Ehem. Weberei u. Spinnerei | 37747502 | BW             |

## Herrhausen

### Gruppe: Kirchhof Herrhausen
Baudenkmal (Gruppe):

| Lage                        | Bezeichnung         | Beschreibung | ID | Bild |
| --------------------------- | ------------------- | ------------ | -- | ---- |
| 51° 52′ 4″ N, 10° 10′ 45″ O | Kirchhof Herrhausen |              |    | BW   |

Baudenkmale (Einzeln):

| Lage                                      | Bezeichnung    | Beschreibung | ID       | Bild |
| ----------------------------------------- | -------------- | ------------ | -------- | ---- |
| An der Kirche 51° 52′ 4″ N, 10° 10′ 45″ O | Kirche         |              | 37742625 | BW   |
| An der Kirche 51° 52′ 4″ N, 10° 10′ 44″ O | Kirchhof       |              | 37742602 | BW   |
| An der Kirche 51° 52′ 5″ N, 10° 10′ 44″ O | Kriegerdenkmal |              | 37741519 | BW   |

### Gruppe: Hofanlage Nordhauser Straße 12
Baudenkmal (Gruppe):

| Lage                                              | Bezeichnung                    | Beschreibung | ID       | Bild |
| ------------------------------------------------- | ------------------------------ | ------------ | -------- | ---- |
| Nordhauser Straße 12 51° 51′ 56″ N, 10° 10′ 36″ O | Hofanlage Nordhauser Straße 12 |              | 37682863 | BW   |

Baudenkmale (Einzeln):

| Lage                                              | Bezeichnung              | Beschreibung | ID       | Bild |
| ------------------------------------------------- | ------------------------ | ------------ | -------- | ---- |
| Nordhauser Straße 12 51° 51′ 56″ N, 10° 10′ 36″ O | Wohn-/Wirtschaftsgebäude |              | 37742649 | BW   |
| Nordhauser Straße 12 51° 51′ 56″ N, 10° 10′ 35″ O | Wirtschaftsgebäude       |              | 37742673 | BW   |

### Baudenkmale (Einzeln)
| Lage                                              | Bezeichnung              | Beschreibung | ID       | Bild |
| ------------------------------------------------- | ------------------------ | ------------ | -------- | ---- |
| Nordhauser Straße 10 51° 52′ 0″ N, 10° 10′ 37″ O  | Wohn-/Wirtschaftsgebäude |              | 37747720 | BW   |
| Nordhauser Straße 25 51° 51′ 58″ N, 10° 10′ 39″ O | Wohn-/Wirtschaftsgebäude |              | 37747745 | BW   |
| Zur Nettequelle 51° 52′ 4″ N, 10° 11′ 1″ O        | Eisenbahnbrücke          |              | 37747769 | BW   |

## Ildehausen

### Gruppe: Kirchhof Ildehausen
Baudenkmal (Gruppe):

| Lage                       | Bezeichnung         | Beschreibung | ID       | Bild |
| -------------------------- | ------------------- | ------------ | -------- | ---- |
| 51° 51′ 6″ N, 10° 7′ 53″ O | Kirchhof Ildehausen |              | 37682310 | BW   |

Baudenkmale (Einzeln):

| Lage                                      | Bezeichnung    | Beschreibung | ID       | Bild |
| ----------------------------------------- | -------------- | ------------ | -------- | ---- |
| Zum Papenbusch 51° 51′ 6″ N, 10° 7′ 54″ O | Kirche         | St. Johannis | 37742743 | BW   |
| Zum Papenbusch 51° 51′ 7″ N, 10° 7′ 52″ O | Kriegerdenkmal |              | 37742768 | BW   |

### Baudenkmale (Einzeln)
| Lage                                        | Bezeichnung              | Beschreibung | ID       | Bild |
| ------------------------------------------- | ------------------------ | ------------ | -------- | ---- |
| Zum Papenbusch 7 51° 51′ 8″ N, 10° 7′ 52″ O | Wohn-/Wirtschaftsgebäude |              | 37747844 | BW   |
| Am Bäckerberg 10 51° 51′ 3″ N, 10° 8′ 1″ O  | Wohn-/Wirtschaftsgebäude |              | 37747794 | BW   |
| Lange Reihe 10 51° 51′ 0″ N, 10° 8′ 5″ O    | Wohn-/Wirtschaftsgebäude |              | 37742695 | BW   |

## Kirchberg

### Gruppe: Kirchhof Kirchberg
Baudenkmal (Gruppe):

| Lage                       | Bezeichnung        | Beschreibung | ID       | Bild |
| -------------------------- | ------------------ | ------------ | -------- | ---- |
| 51° 51′ 20″ N, 10° 9′ 8″ O | Kirchhof Kirchberg |              | 37682757 | BW   |

Baudenkmale (Einzeln):

| Lage                                       | Bezeichnung    | Beschreibung | ID       | Bild |
| ------------------------------------------ | -------------- | ------------ | -------- | ---- |
| Alte Dorfstraße 51° 51′ 22″ N, 10° 9′ 8″ O | Kirche         | St. Martin   | 37742842 | BW   |
| Alte Dorfstraße 51° 51′ 21″ N, 10° 9′ 8″ O | Kirchhof       |              | 37742819 | BW   |
| Alte Dorfstraße 51° 51′ 20″ N, 10° 9′ 7″ O | Pfarrhaus      |              | 37742966 | BW   |
| Alte Dorfstraße 51° 51′ 20″ N, 10° 9′ 9″ O | Kriegerdenkmal |              | 37741497 | BW   |

### Gruppe: Gut Kirchberg
Baudenkmal (Gruppe):

| Lage                        | Bezeichnung   | Beschreibung | ID       | Bild |
| --------------------------- | ------------- | ------------ | -------- | ---- |
| 51° 51′ 22″ N, 10° 9′ 18″ O | Gut Kirchberg |              | 37682791 | BW   |

Baudenkmale (Einzeln):

| Lage                                          | Bezeichnung        | Beschreibung                 | ID       | Bild |
| --------------------------------------------- | ------------------ | ---------------------------- | -------- | ---- |
| Alte Dorfstraße 1 51° 51′ 23″ N, 10° 9′ 11″ O | Stall              | Gut Kirchberg, Schafstall    | 37742893 | BW   |
| Alte Dorfstraße 1 51° 51′ 23″ N, 10° 9′ 21″ O | Herrenhaus         |                              | 37742867 | BW   |
| Am Meierteich 14 51° 51′ 22″ N, 10° 9′ 23″ O  | Wohnhaus           |                              | 37743038 | BW   |
| Alte Dorfstraße 1 51° 51′ 21″ N, 10° 9′ 19″ O | Wirtschaftsgebäude |                              | 37742918 | BW   |
| Alte Dorfstraße 1 51° 51′ 20″ N, 10° 9′ 23″ O | Teich              | Gut Kirchberg, Meierei-Teich | 37742943 | BW   |

### Baudenkmale (Einzeln)
| Lage                                           | Bezeichnung              | Beschreibung | ID       | Bild |
| ---------------------------------------------- | ------------------------ | ------------ | -------- | ---- |
| Alte Dorfstraße 21 51° 51′ 12″ N, 10° 9′ 33″ O | Wohn-/Wirtschaftsgebäude |              | 37747867 | BW   |
| Alte Dorfstraße 33 51° 51′ 10″ N, 10° 9′ 42″ O | Wohn-/Wirtschaftsgebäude |              | 37747914 | BW   |

## Mechtshausen

### Gruppe: Hofanlage Neuer Weg 7
Baudenkmal (Gruppe):

| Lage                                   | Bezeichnung           | Beschreibung | ID       | Bild |
| -------------------------------------- | --------------------- | ------------ | -------- | ---- |
| Neuer Weg 7 51° 55′ 9″ N, 10° 6′ 35″ O | Hofanlage Neuer Weg 7 |              | 37682897 | BW   |

Baudenkmale (Einzeln):

| Lage                                   | Bezeichnung  | Beschreibung | ID       | Bild |
| -------------------------------------- | ------------ | ------------ | -------- | ---- |
| Neuer Weg 7 51° 55′ 9″ N, 10° 6′ 35″ O | Wohnhaus     |              | 37743435 | BW   |
| Neuer Weg 7 51° 55′ 9″ N, 10° 6′ 36″ O | Nebengebäude |              | 37743459 | BW   |

### Gruppe: Kirchhof Mechtshausen
Baudenkmal (Gruppe):

| Lage                                     | Bezeichnung           | Beschreibung | ID       | Bild |
| ---------------------------------------- | --------------------- | ------------ | -------- | ---- |
| Am Kirchplatz 51° 55′ 3″ N, 10° 6′ 38″ O | Kirchhof Mechtshausen |              | 37682930 | BW   |

Baudenkmale (Einzeln):

| Lage                                       | Bezeichnung    | Beschreibung | ID       | Bild |
| ------------------------------------------ | -------------- | ------------ | -------- | ---- |
| Am Kirchplatz 4 51° 55′ 4″ N, 10° 6′ 38″ O | Kirche         |              | 37743389 | BW   |
| Am Kirchplatz 51° 55′ 3″ N, 10° 6′ 39″ O   | Kirchhof       |              | 37743366 | BW   |
| Am Kirchplatz 51° 55′ 3″ N, 10° 6′ 39″ O   | Kriegerdenkmal |              | 37741473 | BW   |

Baudenkmal (Gruppe):

| Lage                        | Bezeichnung           | Beschreibung | ID       | Bild |
| --------------------------- | --------------------- | ------------ | -------- | ---- |
| 51° 54′ 58″ N, 10° 6′ 46″ O | Kirchhof Mechtshausen |              | 37682914 | BW   |

Baudenkmale (Einzeln):

| Lage                                      | Bezeichnung | Beschreibung                                   | ID       | Bild |
| ----------------------------------------- | ----------- | ---------------------------------------------- | -------- | ---- |
| Im Langenbeek 51° 54′ 58″ N, 10° 6′ 46″ O | Friedhof    | Hier befindet sich das Grab von Wilhelm Busch. | 37743413 |      |

### Gruppe: Grenzsteinlinie Hannover-Braunschw.
Baudenkmal (Gruppe):

| Lage                        | Bezeichnung                         | Beschreibung | ID       | Bild |
| --------------------------- | ----------------------------------- | ------------ | -------- | ---- |
| 51° 54′ 34″ N, 10° 5′ 50″ O | Grenzsteinlinie Hannover-Braunschw. |              | 37684504 | BW   |

Baudenkmale (Einzeln):

| Lage                                                            | Bezeichnung | Beschreibung             | ID       | Bild |
| --------------------------------------------------------------- | ----------- | ------------------------ | -------- | ---- |
| Firstweg 51° 54′ 53″ N, 10° 5′ 20″ O                            | Grenzstein  | Nr. 87 (Int. Nr. 11)     | 37746759 | BW   |
| Firstweg 87 51° 54′ 53″ N, 10° 5′ 20″ O                         | Grenzstein  | Nr. 88 (Int. Nr. 12)     | 37746783 | BW   |
| Verbindungsweg Mechtshsn.-Gandersh. 51° 54′ 53″ N, 10° 5′ 20″ O | Weg         | Grenzweg (sog. Firstweg) | 37746807 | BW   |
| Firstweg 51° 54′ 53″ N, 10° 5′ 20″ O                            | Grenzstein  | (Int. Nr. 2)             | 37746830 | BW   |
| Firstweg 2 51° 54′ 53″ N, 10° 5′ 20″ O                          | Grenzstein  | (Int. Nr. 3)             | 37746854 | BW   |
| Firstweg 3 51° 54′ 53″ N, 10° 5′ 20″ O                          | Grenzstein  | (Int. Nr. 4)             | 37746878 | BW   |
| Firstweg 4 51° 54′ 15″ N, 10° 6′ 14″ O                          | Grenzstein  | Nr. 77A (Int. Nr. 5)     | 37746902 | BW   |
| Firstweg 5 51° 54′ 15″ N, 10° 6′ 14″ O                          | Grenzstein  | Nr. 77B (Int. Nr. 6)     | 37746926 | BW   |
| Firstweg 6 51° 54′ 15″ N, 10° 6′ 14″ O                          | Grenzstein  | Nr. 78 (Int. Nr. 7)      | 37746950 | BW   |
| Firstweg 51° 54′ 15″ N, 10° 6′ 14″ O                            | Grenzstein  | (Int. Nr. 8)             | 37746974 | BW   |

### Baudenkmale (Einzeln)
| Lage                                                | Bezeichnung              | Beschreibung | ID       | Bild |
| --------------------------------------------------- | ------------------------ | ------------ | -------- | ---- |
| Max- und Moritzweg 7 51° 55′ 7″ N, 10° 6′ 42″ O     | Wohnhaus                 |              | 37748107 | BW   |
| Wilhelm-Busch-Ring 10 51° 55′ 2″ N, 10° 6′ 33″ O    | Wohn-/Wirtschaftsgebäude |              | 37748176 | BW   |
| Pfarrer-Nöldeke-Straße 7 51° 55′ 0″ N, 10° 6′ 32″ O | Wohnhaus                 |              | 37748130 | BW   |

## Münchehof

### Gruppe: Domäne Stauffenburg
Baudenkmal (Gruppe):

| Lage                         | Bezeichnung         | Beschreibung | ID       | Bild           |
| ---------------------------- | ------------------- | ------------ | -------- | -------------- |
| 51° 48′ 56″ N, 10° 10′ 38″ O | Domäne Stauffenburg |              | 37682809 | Weitere Bilder |

Baudenkmale (Einzeln):

| Lage                                          | Bezeichnung  | Beschreibung | ID       | Bild |
| --------------------------------------------- | ------------ | ------------ | -------- | ---- |
| Stauffenburg 10 51° 48′ 56″ N, 10° 10′ 39″ O  | Herrenhaus   |              | 37743577 |      |
| Stauffenburg 9 a 51° 48′ 57″ N, 10° 10′ 37″ O | Nebengebäude |              | 37743527 | BW   |
| Stauffenburg 9 b 51° 48′ 57″ N, 10° 10′ 35″ O | Stall        |              | 37743552 | BW   |

### Baudenkmale (Einzeln)
| Lage                                               | Bezeichnung              | Beschreibung               | ID       | Bild                                  |
| -------------------------------------------------- | ------------------------ | -------------------------- | -------- | ------------------------------------- |
| Steinkamp 2 51° 51′ 1″ N, 10° 10′ 47″ O            | Wohn-/Wirtschaftsgebäude |                            | 37748271 | BW                                    |
| Steinkamp 51° 50′ 59″ N, 10° 10′ 46″ O             | Gedenkstätte             |                            | 37748318 | BW                                    |
| Steinkamp 51° 50′ 59″ N, 10° 10′ 48″ O             | Meilenstein              |                            | 37748295 | BW                                    |
| Unterdorf 51° 50′ 54″ N, 10° 10′ 44″ O             | Kirche                   |                            | 37748342 | Weitere Bilder                        |
| Im Winkel 3 51° 50′ 58″ N, 10° 10′ 56″ O           | Wohn-/Wirtschaftsgebäude |                            | 37748248 | BW                                    |
| Am Unteren Pandelbach 5 51° 51′ 0″ N, 10° 11′ 2″ O | Wohn-/Wirtschaftsgebäude |                            | 37748199 | BW                                    |
| Wildemannstraße 51° 50′ 54″ N, 10° 10′ 59″ O       | Kriegerdenkmal           |                            | 37748367 | BW                                    |
| Stauffenburg 8 51° 48′ 58″ N, 10° 10′ 21″ O        | Wohnhaus                 | Forellenhof                | 37748222 | [[Datei:\|130x130px\|alt=\|Wohnhaus]] |
| Stauffenburg 51° 48′ 56″ N, 10° 10′ 43″ O          | Einfriedung              | Domäne Stauffenburg, Mauer | 37743504 | BW                                    |

## Groß Rhüden

### Gruppe: Hofanlage Am Sültenbach 4
Baudenkmal (Gruppe):

| Lage                                        | Bezeichnung               | Beschreibung | ID       | Bild |
| ------------------------------------------- | ------------------------- | ------------ | -------- | ---- |
| Am Sültenbach 4 51° 56′ 44″ N, 10° 7′ 16″ O | Hofanlage Am Sültenbach 4 |              | 37682086 | BW   |

Baudenkmale (Einzeln):

| Lage                                        | Bezeichnung              | Beschreibung | ID       | Bild |
| ------------------------------------------- | ------------------------ | ------------ | -------- | ---- |
| Am Sültenbach 4 51° 56′ 44″ N, 10° 7′ 16″ O | Scheune                  |              | 37742456 | BW   |
| Am Sültenbach 4 51° 56′ 45″ N, 10° 7′ 15″ O | Wohn-/Wirtschaftsgebäude |              | 37742429 | BW   |
| Am Sültenbach 4 51° 56′ 45″ N, 10° 7′ 16″ O | Stall                    |              | 37742528 | BW   |
| Am Sültenbach 4 51° 56′ 44″ N, 10° 7′ 17″ O | Scheune                  |              | 37742480 | BW   |
| Am Sültenbach 4 51° 56′ 43″ N, 10° 7′ 17″ O | Toreinfahrt              |              | 37742504 | BW   |

### Gruppe: Hofanlage Panshäuser Straße 1
Baudenkmal (Gruppe):

| Lage                                           | Bezeichnung                   | Beschreibung | ID       | Bild |
| ---------------------------------------------- | ----------------------------- | ------------ | -------- | ---- |
| Panshäuser Straße 1 51° 56′ 24″ N, 10° 7′ 9″ O | Hofanlage Panshäuser Straße 1 |              | 37682069 | BW   |

Baudenkmale (Einzeln):

| Lage                                             | Bezeichnung | Beschreibung | ID       | Bild |
| ------------------------------------------------ | ----------- | ------------ | -------- | ---- |
| Panshäuser Straße 1 51° 56′ 25″ N, 10° 7′ 9″ O   | Wohnhaus    |              | 37742554 | BW   |
| Panshäuser Straße 1 b 51° 56′ 24″ N, 10° 7′ 9″ O | Scheune     |              | 37742578 | BW   |

### Gruppe: Wohnhaus Bei der großen Brücke 4
Baudenkmal (Gruppe):

| Lage                                                | Bezeichnung                      | Beschreibung | ID       | Bild |
| --------------------------------------------------- | -------------------------------- | ------------ | -------- | ---- |
| Bei der großen Brücke 4 51° 56′ 29″ N, 10° 7′ 26″ O | Wohnhaus Bei der großen Brücke 4 |              | 37682138 | BW   |

### Baudenkmale (Einzeln)
| Lage                                                | Bezeichnung              | Beschreibung                  | ID       | Bild |
| --------------------------------------------------- | ------------------------ | ----------------------------- | -------- | ---- |
| Auf dem Burggraben 51° 56′ 42″ N, 10° 7′ 9″ O       | Brücke                   | Straßenbrücke über Sültenbach | 37749535 | BW   |
| Katlenburgstraße 1 51° 56′ 43″ N, 10° 7′ 29″ O      | Empfangsgebäude          | Bahnhof Großrhüden            | 37749559 | BW   |
| Katlenburgstraße 1 51° 56′ 44″ N, 10° 7′ 29″ O      | Güterschuppen            | Bahnhof Großrhüden            | 37747130 | BW   |
| Auf dem Berge 2 51° 56′ 37″ N, 10° 7′ 20″ O         | Wohn-/Wirtschaftsgebäude |                               | 37747578 | BW   |
| Schulstraße 10 51° 56′ 36″ N, 10° 7′ 21″ O          | Wohnhaus                 |                               | 37747650 | BW   |
| Wilhelm-Busch-Straße 37 51° 56′ 27″ N, 10° 7′ 24″ O | Wohnhaus                 |                               | 37747675 | BW   |
| Auf den Steinen 17 51° 56′ 31″ N, 10° 7′ 37″ O      | Wohnhaus                 |                               | 37747984 | BW   |
| Auf den Steinen 23 51° 56′ 30″ N, 10° 7′ 36″ O      | Synagoge                 | Synagoge Rhüden               | 37748008 | BW   |

## Klein Rhüden

### Gruppe: Hofanlage Katlenburgstraße 7
Baudenkmal (Gruppe):

| Lage                                           | Bezeichnung                  | Beschreibung | ID       | Bild |
| ---------------------------------------------- | ---------------------------- | ------------ | -------- | ---- |
| Katlenburgstraße 7 51° 56′ 41″ N, 10° 7′ 35″ O | Hofanlage Katlenburgstraße 7 |              | 37682120 | BW   |

### Gruppe: Kirchhof Klein Rhüden
Baudenkmal (Gruppe):

| Lage                                    | Bezeichnung           | Beschreibung | ID       | Bild |
| --------------------------------------- | --------------------- | ------------ | -------- | ---- |
| Kirchstraße 51° 56′ 29″ N, 10° 7′ 42″ O | Kirchhof Klein Rhüden |              | 37682103 | BW   |

Baudenkmale (Einzeln):

| Lage                                    | Bezeichnung    | Beschreibung  | ID       | Bild |
| --------------------------------------- | -------------- | ------------- | -------- | ---- |
| Kirchstraße 51° 56′ 29″ N, 10° 7′ 42″ O | Kirche         | Martinikirche | 37743319 | BW   |
| Kirchstraße 51° 56′ 29″ N, 10° 7′ 41″ O | Kriegerdenkmal |               | 37743344 | BW   |

### Gruppe: Hofanlage Hahäuser Straße 3
Baudenkmal (Gruppe):

| Lage                                          | Bezeichnung                 | Beschreibung | ID       | Bild |
| --------------------------------------------- | --------------------------- | ------------ | -------- | ---- |
| Hahäuser Straße 3 51° 56′ 36″ N, 10° 7′ 53″ O | Hofanlage Hohäuser Straße 3 |              | 37682170 | BW   |

Baudenkmale (Einzeln):

| Lage                                          | Bezeichnung        | Beschreibung | ID       | Bild |
| --------------------------------------------- | ------------------ | ------------ | -------- | ---- |
| Hahäuser Straße 1 51° 56′ 35″ N, 10° 7′ 53″ O | Wohnhaus           |              | 37743132 | BW   |
| Hahäuser Straße 3 51° 56′ 35″ N, 10° 7′ 53″ O | Wirtschaftsgebäude |              | 37743156 | BW   |

### Gruppe: Hofanlage Hildesheimer Straße 30
Baudenkmal (Gruppe):

| Lage                                               | Bezeichnung                      | Beschreibung | ID       | Bild |
| -------------------------------------------------- | -------------------------------- | ------------ | -------- | ---- |
| Hildesheimer Straße 30 51° 56′ 27″ N, 10° 7′ 51″ O | Hofanlage Hildesheimer Straße 30 |              | 37682154 | BW   |

Baudenkmale (Einzeln):

| Lage                                               | Bezeichnung              | Beschreibung | ID       | Bild |
| -------------------------------------------------- | ------------------------ | ------------ | -------- | ---- |
| Hildesheimer Straße 30 51° 56′ 27″ N, 10° 7′ 51″ O | Wohn-/Wirtschaftsgebäude |              | 37743178 | BW   |
| Hildesheimer Straße 30 51° 56′ 26″ N, 10° 7′ 50″ O | Wirtschaftstrakt         |              | 37743202 | BW   |
| Hildesheimer Straße 30 51° 56′ 27″ N, 10° 7′ 50″ O | Einfriedung              |              | 37743226 | BW   |